# CONFLICT ~ 최대의 항쟁 ~
《CONFLICT ~최대의 항쟁~》(CONFLICT 〜最大の抗争〜)는, 올인 엔터테인먼트 20주년 기념 작품으로서 2016년에 극장 개봉한 오자와 히토시 주연의 일본의 영화 및 그 속편의 오리지널 비디오이다. 영화 《CONFLICT~최대 항쟁~》은 《CONFLICT~최대 항쟁~ 제1장 발발편》 《CONFLICT ~최대 항쟁~ 제2장 종결편》으로서 DVD화되었다. 8장까지 발매되고, 그 후, 외전으로서 표적바 고지 배우 생활 30주년 기념 작품 《CONFLICT ~최대의 항쟁~ 외전》 오다 마사히토가 2권 발매되었다. 또, 2020년부터 마토바 고지 주연 오리지널 비디오 《오다 동지회》 오다 마사히토가 제작, 발매되고 있다.

## 출연진
영화 《CONFLICT~최대의 항쟁~》은 제1장과 제2장으로서 DVD화. 제3장부터는 오리지널 비디오로서 DVD 발매.
5대 천도회
- 천도회 5대 회장 카츠시게 마사츠구 : 백룡(1·2)
- 천도회 약두 와시오 조장 와시오 카즈마 : 오자와 히토시(1·2)
- 천도회 사제두 병두조 조장 병두호 : 와타나베 히로유키 (1)
- 덴도회 총본부장 오타니 구미 조장 오타니 코조 : 스다 슌 (1, 2)